# Pabellón Deportivo Vodova
El Pabellón Deportivo Vodova (en checo: Sportovní hala Vodova) es un recinto cubierto situado en Brno, una localidad del país europeo de República Checa. La capacidad del estadio es de 3000 espectadores y acogió algunos partidos del Campeonato Mundial FIBA de 2010 en su edición femenina. Es sede de eventos deportivos bajo techo como el baloncesto, el voleibol y el boxeo. Un gimnasio antiguo fue construido junto a esta arena con una capacidad de 1000 espectadores.